# W Series 2021
Sezon 2021 W Series był drugim sezonem tej serii wyścigowej poświęconej wyłącznie dla kobiet, zastępując sezon 2020, który został odwołany ze względu na pandemię COVID-19. Sezon składał się z ośmiu rund po 30 minut. Rozpoczął się 26 czerwca wyścigiem na torze Red Bull Ring w Spielbergu w Austrii, a zakończył 24 października na torze Circuit of the Americas w Austin w Stanach Zjednoczonych. Mistrzostwo obroniła Jamie Chadwick.

## Lista startowa
Wszystkie zawodniczki korzystały z samochodu Tatuus–Alfa Romeo F3 T-318
| Zespół               | Nr. | Kierowca          | Rundy  |
| -------------------- | --- | ----------------- | ------ |
| Puma W Series Team   | 3   | Gosia Rdest       | 1–2    |
| Puma W Series Team   | 19  | Marta García      | 1–8    |
| Puma W Series Team   | 20  | Caitlin Wood      | 4–5    |
| Puma W Series Team   | 49  | Abbi Pulling      | 3, 6–8 |
| Bunker Racing        | 5   | Fabienne Wohlwend | 1–8    |
| Bunker Racing        | 37  | Sabré Cook        | 1–8    |
| Écurie W             | 7   | Emma Kimiläinen   | 1–8    |
| Écurie W             | 44  | Abbie Eaton       | 1–8    |
| Sirin Racing         | 11  | Vicky Piria       | 1–8    |
| Sirin Racing         | 54  | Miki Koyama       | 1–8    |
| M. Forbes Motorsport | 17  | Ayla Ågren        | 1–8    |
| M. Forbes Motorsport | 95  | Beitske Visser    | 1–8    |
| Racing X             | 21  | Jessica Hawkins   | 1–8    |
| Racing X             | 27  | Alice Powell      | 1–8    |
| Scuderia W           | 22  | Belén García      | 1–8    |
| Scuderia W           | 26  | Sarah Moore       | 1–8    |
| W Series Academy     | 3   | Gosia Rdest       | 5      |
| W Series Academy     | 20  | Caitlin Wood      | 7–8    |
| W Series Academy     | 32  | Nerea Martí       | 1–8    |
| W Series Academy     | 51  | Irina Sidorkova   | 1–6    |
| Veloce Racing        | 55  | Jamie Chadwick    | 1–8    |
| Veloce Racing        | 97  | Bruna Tomaselli   | 1–8    |

| Kierowcy rezerwowi | Kierowcy rezerwowi |
| Nr.                | Kierowcy           |
| ------------------ | ------------------ |
| 3                  | Gosia Rdest        |
| 20                 | Caitlin Wood       |
| 31                 | Tasmin Pepper      |
| 49                 | Abbi Pulling       |
| 99                 | Naomi Schiff       |

## Zmiany

### Skład kierowców
Dwanaście najlepszych zawodniczek z sezonu 2019 zakwalifikowały się do sezonu 2020, pozostawiając osiem wolnych miejsc. Do udziału w drugim sezonie zgłosiło się czterdzieści zawodniczek, jednak zaledwie czternaście wzięły udział w teście, który odbył się w dniach 16–18 września 2019 na torze Circuito de Almería w Hiszpanii. Lista osiemnastu kierowców została ogłoszona 17 grudnia 2020, z możliwością ogłoszenia kolejnych w późniejszym terminie. 11 czerwca 2021 zaprezentowano pięć zawodniczek, które miały pełnić rolę kierowców rezerwowych – zostały nimi Gosia Rdest, Naomi Schiff, Caitlin Wood (które ścigały się w sezonie 2019), Abbi Pulling (zdobywczyni miejsc na podium w Brytyjskiej Formule 4) i Tasmin Pepper, która nie mogła wziąć udziału w sezonie, ze względu na ograniczenia w podróżowaniu ze względu na COVID-19.

### Mistrzostwa
W listopadzie 2020 poinformowano, że seria będzie towarzyszyć wyścigom Grand Prix Formuły 1. Hitech GP ogłosiło zaprzestanie zaangażowania w tej serii w sezonie 2021, a ich rolę przejęło Fine Moments. 24 czerwca 2021, władze serii postanowiły podzielić stawkę kierowców na zespoły. Ma to być sezon przejściowy, gdyż FIA wymaga zgłoszenia zespołów na długo przed rozpoczęciem sezonu. Ze względu na umowę dotyczącą towarzyszeniu Formule 1, Hankook początkowo zostało usunięte z roli dostawcy opon, a władze serii rozmawiały „z wieloma dostawcami opon”. 5 maja 2021 potwierdzono dalsze zaangażowanie firmy.

## Kalendarz
W listopadzie 2020 ujawniono, że sezon będzie składał się z ośmiu wyścigów, które będą towarzyszyć wyścigom Formuły 1. Prowizoryczny kalendarz został opublikowany 8 grudnia 2020. Po tym jak władze Formuły 1 wprowadziły modyfikacje w kalendarzu, W Series postanowiło o przeniesieniu pierwszego wyścigu z toru Circuit Paul Ricard na obiekt Red Bull Ring. Przy kolejnych zmianach, kiedy przelożono wyścig o Grand Prix Meksyku, postanowiono o przeniesieniu finałowej rundy na tor Circuit of the Americas.
| Runda | Tor                          | Data            | Impreza towarzysząca            |
| ----- | ---------------------------- | --------------- | ------------------------------- |
| 1     | Red Bull Ring                | 26 czerwca      | Grand Prix Styrii               |
| 2     | Red Bull Ring                | 3 lipca         | Grand Prix Austrii              |
| 3     | Silverstone Circuit          | 17 lipca        | Grand Prix Wielkiej Brytanii    |
| 4     | Hungaroring                  | 31 lipca        | Grand Prix Węgier               |
| 5     | Circuit de Spa-Francorchamps | 28 sierpnia     | Grand Prix Belgii               |
| 6     | Circuit Zandvoort            | 4 września      | Grand Prix Holandii             |
| 7     | Circuit of the Americas      | 23 października | Grand Prix Stanów Zjednoczonych |
| 8     | Circuit of the Americas      | 24 października | Grand Prix Stanów Zjednoczonych |

## Wyniki
| Runda | Tor                          | Data            | Pole position   | Najszybsze okrążenie | Zwycięzca (kierowca) | Zwycięzca (zespół) |
| ----- | ---------------------------- | --------------- | --------------- | -------------------- | -------------------- | ------------------ |
| 1     | Red Bull Ring                | 26 czerwca      | Alice Powell    | Alice Powell         | Alice Powell         | Racing X           |
| 2     | Red Bull Ring                | 3 lipca         | Jamie Chadwick  | Jamie Chadwick       | Jamie Chadwick       | Veloce Racing      |
| 3     | Silverstone Circuit          | 17 lipca        | Alice Powell    | Alice Powell         | Alice Powell         | Racing X           |
| 4     | Hungaroring                  | 31 lipca        | Jamie Chadwick  | Jamie Chadwick       | Jamie Chadwick       | Veloce Racing      |
| 5     | Circuit de Spa-Francorchamps | 28 sierpnia     | Jamie Chadwick  | Emma Kimiläinen      | Emma Kimiläinen      | Écurie W           |
| 6     | Circuit Zandvoort            | 4 września      | Emma Kimiläinen | Alice Powell         | Alice Powell         | Racing X           |
| 7     | Circuit of the Americas      | 23 października | Abbi Pulling    | Alice Powell         | Jamie Chadwick       | Veloce Racing      |
| 8     | Circuit of the Americas      | 24 października | Jamie Chadwick  | Jamie Chadwick       | Jamie Chadwick       | Veloce Racing      |

## Klasyfikacja
| Legenda oznaczeń w tabelach wyników Wyświetl szablon na nowej stronie | Legenda oznaczeń w tabelach wyników Wyświetl szablon na nowej stronie                                                                     |
| Oznaczenie                                                            | Wyjaśnienie |
| --------------------------------------------------------------------- | --- |
| Złoty                                                                 | Zwycięzca lub mistrzostwo |
| Srebrny                                                               | 2. miejsce lub wicemistrzostwo |
| Brązowy                                                               | 3. miejsce lub II wicemistrzostwo |
| Zielony                                                               | Ukończył, punktował (w klasyfikacji generalnej, gdy zdobył co najmniej jeden punkt na przestrzeni sezonu, poza trzema powyższymi opcjami) |
| Niebieski                                                             | Ukończył, nie punktował (w klasyfikacji generalnej, gdy nie zdobył co najmniej jednego punktu na przestrzeni sezonu)                      |
| Czerwony                                                              | Nie zakwalifikował się (NZ) |
| Czerwony                                                              | Nie prekwalifikował się (NPK) |
| Różowy                                                                | Nie ukończył (NU) |
| Różowy                                                                | Niesklasyfikowany (NS) (w klasyfikacji generalnej, gdy nie został sklasyfikowany w żadnym wyścigu sezonu)                                 |
| Czarny                                                                | Zdyskwalifikowany (DK) |
| Czarny                                                                | Wykluczony (WYK/EX) |
| Biały                                                                 | Nie wystartował (NW) |
| Biały                                                                 | Kontuzjowany (K/INJ) |
| Biały                                                                 | Wyścig odwołany (OD/C) |
| Bez koloru                                                            | Został wycofany (WYC/WD) |
| Bez koloru                                                            | Nie przybył (NP/DNA) |
| Bez koloru                                                            | Nie brał udziału w treningach (NT/DNP) |
| Bez koloru                                                            | Nie został zgłoszony (–) |
| Pogrubienie                                                           | Start z pole position |
| Kursywa                                                               | Najszybsze okrążenie wyścigu |
| †                                                                     | Nie ukończył, ale jego rezultat został zaliczony ze względu na przejechanie więcej niż 90% dystansu wyścigu.                              |
| *                                                                     | Sezon w trakcie |
| 1/2/3                                                                 | Punktowana pozycja w sprincie kwalifikacyjnym                                                                                             |
| Lista systemów punktacji Formuły 1                                    | |

| Poz. | Kierowca          | Austria | Austria | Wielka Brytania | Węgry | Belgia | Holandia | Stany Zjednoczone | Stany Zjednoczone | Punkty |
| ---- | ----------------- | ------- | ------- | --------------- | ----- | ------ | -------- | ----------------- | ----------------- | ------ |
| 1    | Jamie Chadwick    | 6       | 1       | 3               | 1     | 2      | 2        | 1                 | 1                 | 159    |
| 2    | Alice Powell      | 1       | 8       | 1               | 2     | 4      | 1        | 3                 | 6                 | 132    |
| 3    | Emma Kimiläinen   | 13      | 3       | 4               | 6     | 1      | 3        | 2                 | 3                 | 108    |
| 4    | Nerea Martí       | 7       | 7       | 5               | 3     | 8      | 4        | 8                 | 8                 | 61     |
| 5    | Sarah Moore       | 2       | 4       | 7               | 15    | 13     | 9        | 7                 | 4                 | 56     |
| 6    | Fabienne Wohlwend | 3       | 10      | 2               | NU    | 7      | 16       | 9                 | NU                | 42     |
| 7    | Abbi Pulling      | –       | –       | 8               | –     | –      | 7        | 4                 | 2                 | 40     |
| 8    | Beitske Visser    | 12      | 11      | 6               | 5     | NW     | 12       | 5                 | 5                 | 38     |
| 9    | Irina Sidorkova   | 8       | 2       | 14              | 4     | WD     | 13       | –                 | –                 | 34     |
| 10   | Belén García      | 4       | 9       | 17†             | 8     | 14     | 8        | 12                | 7                 | 28     |
| 11   | Jessica Hawkins   | 16      | 16      | 16              | 10    | 6      | 5        | 6                 | 15                | 27     |
| 12   | Marta García      | NU      | 12      | 12              | 7     | 3      | 18       | 15                | NW                | 21     |
| 13   | Abbie Eaton       | 15      | 6       | 9               | 13    | 10     | 6        | NU                | NW                | 19     |
| 14   | Miki Koyama       | 5       | 18      | NU              | 12    | 9      | 10       | 10                | 12                | 14     |
| 15   | Bruna Tomaselli   | 11      | 5       | 11              | 9     | 15     | 17       | 17                | 11                | 12     |
| 16   | Caitlin Wood      | –       | –       | –               | 17    | 5      | –        | 13                | 10                | 11     |
| 17   | Ayla Ågren        | 10      | 14      | 15              | 11    | NW     | 15       | 16                | 9                 | 3      |
| 18   | Gosia Rdest       | 9       | 17      | –               | –     | 16     | –        | –                 | –                 | 2      |
| 19   | Vicky Piria       | 17†     | 15      | 10              | 16    | 12     | 11       | 14                | 14                | 1      |
| 20   | Sabré Cook        | 14      | 13      | 13              | 14    | 11     | 14       | 11                | 13                | 0      |
| Poz. | Kierowca          | Austria | Austria | Wielka Brytania | Węgry | Belgia | Holandia | Stany Zjednoczone | Stany Zjednoczone | Punkty |